# INTEC本社前停留場
INTEC本社前停留場（日语：／ Intekku-Honsha-mae teiryūjō */?）是位於富山縣富山市牛島新町，富山地方鐵道富山港線的電車站。車站編號為C27。

## 歷史
在富山港線由富山輕軌接管之際，當初計劃新設數座車站。在2004年（平成16年）6月11日，富山市和富山輕軌決定在富山市牛島新町附近新設電車站，並向國土交通省申請新設車站，在2005年（平成17年）2月18日獲得許可。在2006年（平成18年）4月29日，富山輕軌富山港線開業同時此電車站也啟用。在富山港線由富山輕軌接管前，富山港線的站距平均為888米，在接管後縮短至546米，因此被土居靖範評價為「乘客更方便到達電車站」。
在富山港線內的共用軌道區間中，當時路面交通流量較多，避免因此而使時間表造成混亂，此電車站至奧田中學前之間區間部分路段雙線化（此電車站至八田橋之間），該路段中途新設了永樂町停留場。於2015年（平成27年）12月7日向國土交通省申請這個工程，同時向富山市批出特別准許。最後，永樂町停留場在2021年（令和3年）3月21日啟用。

### 年表
- 2003年（平成15年）7月27日 - 富山市議會建設委員會發表報告，指出富山港線在電車化時，電車站與電車站之間的距離應間距約600米[2]。
- 2004年（平成16年）6月11日 - 富山市和富山輕軌決定在包含牛島新町之內4處新設電車站[3]。
- 2005年（平成17年）
  - 2月18日 - 國土交通省批准富山輕軌建設新電車站[4]。
  - 10月3日 - 富山輕軌在富山站至下奧井站之間的新電車站之命名權售價為1500萬日圓[11]。
  - 12月2日 - 富山輕軌發表此電車站的名稱定為「INTEC本社前停留場」[12][13][14]。當時收到INTEC（日语：インテック）的申請後，由學者與當地代表組成「新電停名称選定委員會」並經過檢討後才決定[12][13][14]。
- 2006年（平成18年）4月29日 - 富山輕軌富山港線電車站啟用[5]。
- 2007年（平成19年）9月18日 - 富山市議會建設常任委員會表示此電車站至奧田中學前站之間會新設電車站，電車站將會建設在八田橋和永樂町路口之間[15]。
- 2015年（平成27年）
  - 7月28日 - 富山市向國土交通省鐵道局申請在富山站北停留場至奧田中學前站之間部分區間雙線化，該區間新設永樂町停留場，同時把富山站北停留場至奧田中學前站之間的區間以上下分離方式營運[16][17]。
  - 12月7日 - 國土交通省鐵道局批准在富山站北停留場至奧田中學前站之間部分區間雙線化，同時該區間新設永樂町停留場。而富山站北停留場至奧田中學前站之間是由富山市擁有，以上下分離方式營運[18][8][9]。
- 2020年（令和2年）2月22日 - 隨著富山輕軌被富山地方鐵道收費合併，成為富山地方鐵道的電車站[19][20]。

## 電車站構造
電車站是地面車站，設有2面1線的相對式月台。
月台為低地台，月台上設有上蓋。在富山輕軌富山港線各車站中，月台上蓋牆身被稱為「個性化牆」，牆身會展示該車站的周邊文化和歷史。此電車站月台牆身是由上野博之設計，內容為富岩運河環水公園的主題。此電車站月台牆身由富山第一銀行贊助。

### 月台
| 月台 | 路線      | 方向       |
| ---- | --------- | ---------- |
| 1    | ■富山港線 | 岩瀨濱方向 |
| 2    | ■富山港線 | 富山站方向 |

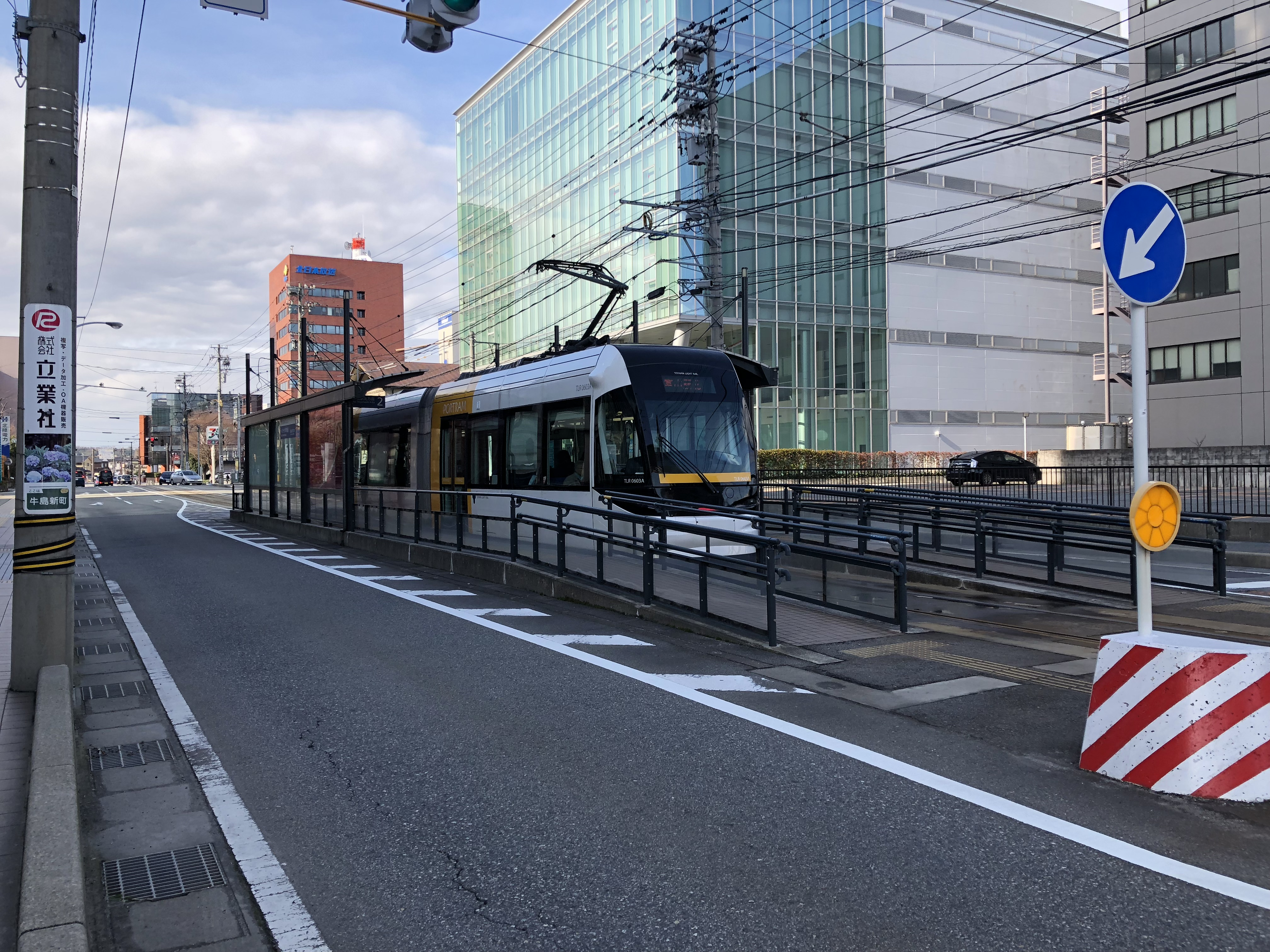
電車站外觀（2018年1月）
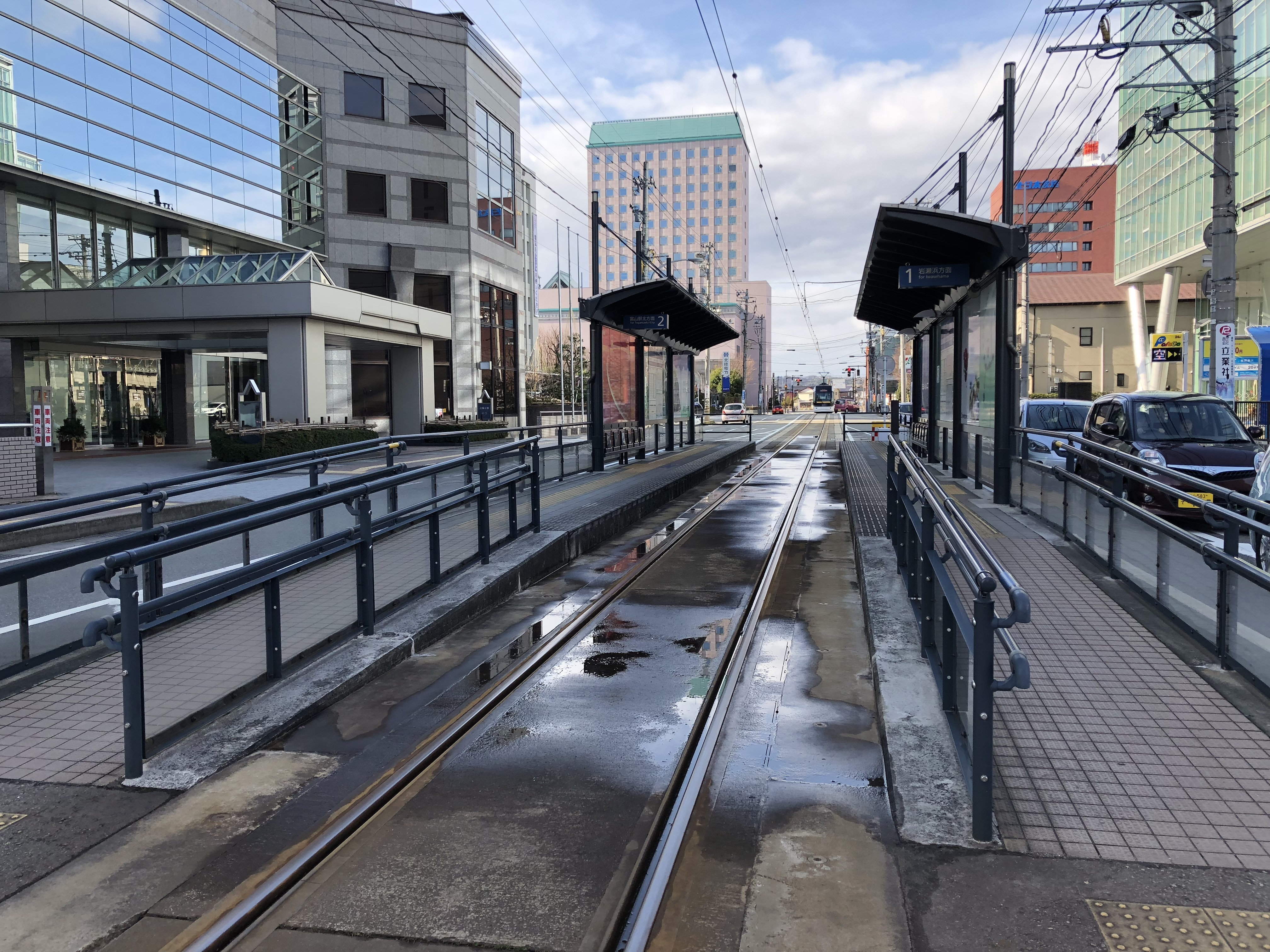
電車站內（2018年1月）

## 使用狀況
以下為近年1日平均上下車人次。
| 年度   | 1日平均 上下車人次 |
| ------ | ------------------ |
| 2013年 | 150                |
| 2014年 | 162                |
| 2015年 | 260                |
| 2016年 | 393                |
| 2017年 | 351                |
| 2018年 | 360                |

## 電車站周邊
- 111塔（日语：タワー111）
  - INTEC（日语：インテック）本社
  - 聯合國環境署西北太平洋地域海行動計劃地域調整部富山事務所
- 富山創意專門學校（日语：富山クリエイティブ専門学校）
- 北陸電力總部大樓
- 龍谷富山高等學校（日语：龍谷富山高等学校）
- Hello Work（日语：公共職業安定所）富山
- 北日本放送總部
- 橡樹運河公園酒店富山
- 富山市藝術文化會堂（日语：富山市芸術文化ホール）（AUBADE HALL）
- 縣營富山武道館
- 富山自遊館
- 博爾費特富山
- 富山縣民共生中心
- 富山市綜合體育館（日语：富山市総合体育館）
- 富岩運河環水公園
- 富山[[地方法務局
- 樂翠亭美術館（日语：樂翠亭美術館）

## 相鄰電車站
富山地方鐵道
■富山港線
富山站（C15）－橡樹運河公園酒店富山前（C26）（岩瀨濱方向單向停靠）－INTEC本社前（C27）－龍谷富山高校前（永樂町）（C28）
- 在2020年3月21日前，在富山站一方曾經設有富山站北停留場。

## 注腳
1. ↑  .   [2021年4月19日]. （原始内容存档于2021年3月5日） （日语）.
2. 1 2 3  土居靖範、「JR富山港線のLRT転換と課題(上)」，《立命館経営学》第43卷6號所收，2005年（平成17年）3月，立命館大學
3. 1 2  「富山港線の路面電車化 4カ所に新駅設置 犬島新町・千代田町・永楽町・牛島新町 富山市など国交省と調整」，《北日本新聞》（1面）2004年（平成16年）6月12日，北日本新聞社
4. 1 2  「LRT工事を認可 国土交通省が森市長に」，《富山新聞》（4面），2005年（平成17年）2月19日，富山新聞社
5. 1 2  今尾惠介監修，《日本鉄道旅行地図帳 全線・全駅・全廃線 6号》（35頁），2008年（平成20年）10月，新潮社
6. ↑  平成28年度 富山市の重点事業 （页面存档备份，存于）（日語） - 富山市
7. ↑  永楽町に新電停 富山ライトレール （页面存档备份，存于）（日語） - 2014年（平成26年）1月7日，北日本新聞社
8. 1 2  19年度完了へ計画認定 富山駅南北接続 （页面存档备份，存于）（日語） - 2015年（平成27年）12月4日，北日本新聞社
9. 1 2  國土交通省鐵道局編，《平成29年度 鉄道要覧》（218和219頁），2017年（平成29年）9月，電氣車研究會、鐵道圖書刊行會
10. ↑  八田橋（富山市永楽町～牛島新町 （页面存档备份，存于）（日語） - 2016年（平成28年）5月16日，北日本新聞社
11. ↑  「新停留所の命名権、1500万円で販売 富山ライトレール」，《富山新聞》（30面），2005年（平成17年）10月4日，富山新聞社
12. 1 2  「新設の電停名と車両愛称決まる 富山ライトレール」，《朝日新聞》（富山全縣1地方、31面），2005年（平成17年）12月3日，朝日新聞社
13. 1 2  「富山ライトレールが2社に電停命名権 インテックと大阪屋ショップ 車両愛称はポートラム」，《富山新聞》（19面），2005年（平成17年）12月3日，富山新聞社
14. 1 2  「富山ライトレール 車両愛称は「ポートラム」 電停5カ所も名称決定」，《北日本新聞》（1面），2005年（j平成17年）12月3日，北日本新聞社
15. ↑  「ライトレールの新電停、八田橋と永楽町交差点の間 富山市議会委」，《富山新聞》（4面），2007年（平成19年）9月19日，富山新聞社
16. ↑  富山市、富山地方鉄道株式会社及び富山ライトレール株式会社からの軌道運送高度化実施計画の変更認定申請事案に係る審議(第1回) （页面存档备份，存于）（日語） - 國土交通省
17. ↑  事案一覧表 （页面存档备份，存于）（日語） - 2015年（平成27年）10月27日，國土交通省鐵道局
18. ↑  運輸審議会、富山ライトレールの富山駅乗入れなど軽微認定…2020年3月開業へ （页面存档备份，存于）（日語） - 2015年（平成27年）11月24日，Response.
19. ↑  . 日本経済新聞. 2020-02-21  [2020-02-22]. （原始内容存档于2020-02-22） （日语）.
20. ↑  . 日本経済新聞. 2019-10-01  [2020-02-22]. （原始内容存档于2019-10-05） （日语）.
21. ↑  川島令三編，《中部ライン 全線・全駅・全配線第7巻 富山・糸魚川・黒部エリア》（18和84頁），2010年（平成22年）10月，講談社
22. ↑  室哲雄，「日本初の本格的なLRTの導入・その成果と今後の展開――富山県富山市――」，《IATSS review》第34卷2號所收，2009年（平成21年）8月，國際交通安全學會
23. 1 2  富山市監修・富山ライトレール記録誌編集委員会編，《富山ライトレールの誕生 日本的本格的LRTによるコンパクトなまちづくり》（87頁），2007年（平成19年）9月，富山市
24. ↑  国土数値情報(駅別乗降客数データ)2011-2015年  （页面存档备份，存于）（日語） -　不同站的上落人次地圖 ，2019年9月4日參閲
25. ↑  国土数値情報　駅別乗降客数データ  （页面存档备份，存于）（日語） - 國土交通省，2020年9月15日參閲

## 外部連結
- INTEC本社前站 時間表PDF（日語） - 富山地方鐵道